# .44-40 Winchester
Набій .44-40 Winchester, також відомий як .44 Winchester, .44 WCF (Winchester Center Fire — Вінчестер центрального запалення) та .44 Largo (в іспаномовних країнах) представлений в 1873 компанією Winchester Repeating Arms Company. Це був перший металевий набій центрального запалення розроблений Вінчестером і став стандартним унітарним набоєм нової гвинтівки Winchester Model 1873. Незабаром новий набій став популярним як для гвинтівок, так і для ручної зброї, настільки, що гвинтівка Winchester Model 1873 стала відома як «The gun that won the West.» (Гвинтівка яка підкорила Захід)

## Історія
Після випуску нового набою Вінчестера, багато збройних компаній переробили свою зброю під новий набій. Ремінгтон та Марлін випустили власні гвинтівки та пістолети під цей набій, Кольт представив альтернативний варіант власного револьвера Single Action Army під назвою Colt Frontier Six-Shooter, а Smith & Wesson почали випускати свій Smith & Wesson New Model 3 під набій .44-40. Переселенці, правоохоронці та ковбої високо оцінили зручності набоїв одного калібру для гвинтівок та револьверів. Серед правоохоронців та мисливців набої калібру .44-40 стали популярним в США і до тепер з його допомогою вбито найбільшу кількість оленів, окрім .30-30 Winchester.
Спочатку набій продавали як .44 Winchester. Коли Union Metallic Cartridge Co. (U.M.C.) почали продавати власну версію набою, він отримав назву .44-40 (де перша цифра це калібр .44, а  друга — це вага заряду чорного пороху в 40 гранів (2,6 г)), оскільки вони не бажали робити безкоштовну рекламу для своїх конкурентів. З часом назва приклеїлася, а після Другої світової Вінчестер почав використовувати позначення .44-40. На пакуванні Вінчестер наносив позначення 44-40 Winchester.

## Технічні характеристики
Стандартна вага заряду чорного пороху становила 40 гранів (2,6 г), який викидав круглу кулю з пласким носом вагою 200-гранів (13 г) з приблизною швидкістю 1 245 ft/s (379 м/с). В 1875 році каталозі Вінчестера зазначено швидкість 1 300 ft/s (400 м/с). В 1886 U.M.C. також почала пропонувати набій з важчою кулею, 217-гран (14,1 г), зі швидкістю 1 190 ft/s (360 м/с), з зарядом чорного пороху в 40 гранів (2,6 г). Незабаром Вінчестер почав використовувати кулю вагою 217-гранів (14,1 г), але в 1905 U.M.C. перестала випускати важкі набої.
В 1895 Вінчестер представив набій 200-гранів (13 г) з зарядом 17-гранів (1,1 г) бездимного пороху DuPont No. 2, а швидкість кулі стала 1 300 фут/с (400 м/с), а в 1896 U.M.C. випустила кулю 217-гранів (14,1 г) зі швидкістю 1 235 фут/с (376 м/с). Незабаром обидві компанії випустили свинцеві кулі «вкриті» (тобто свинцевий сердечник частково вкритий міддю) та з суцільною металевою оболонкою. Виходячи з досвіду використання важільних гвинтівок Winchester model 1892 та Marlin 1894, в 1903 Вінчестер почав випуск високопродуктивних набоїв під назвою W.H.V. (Winchester High Velocity), зі швидкістю оболонкової кулі 1 540 фут/с (470 м/с), яка важила 200-гранів (13 г) при стрільбі зі ствола довжиною 24-дюйми (610 мм), U.M.C. та Peters Cartridge Company незабаром представили свої еквіваленти. В наступні роки було представлено кулі різної ваги та форм, в тому числі 122, 140, 160, 165, 166, 180 та 217-гранів (14,1 г) свинцеві, напів-оболонкові та експансивні, в металевих гільзах, холості та рушничні. Загалом вага кулі становила 200-гранів (13 г) зі швидкістю 1 190 фут/с (360 м/с).
До 1942 найбільш сучасні набої перевершили набої .44-40, але вони почали отримувати популярність в 1950-ті та 1960-ті, коли Кольт почав виробництво револьверів Single Action Army та Frontier. Останнім часом популярність набою .44-40 зросла через популярність стрільби по металевих силуетах та ковбойської стрільби, що надихнуло на появу низькошвидкісних набоїв з кулею вагою 225-гранів (14,6 г), найважчою серед заводських куль.